# Richard Boyle
Richard Boyle, tercer conde de Burlington y cuarto conde de Cork (25 de abril de 1694 - 15 de diciembre de 1753), fue un arquitecto inglés nacido en Yorkshire, conocido como "El Apolo de las Artes" fue gran difusor del Palladianismo, convirtió este estilo en la tendencia dominante en la arquitectura inglesa de la época.

## Biografía
A la edad de diez años heredó el título de conde de Burlington, y con él grandes extensiones de terrenos en Yorkshire e Irlanda. Pronto mostró pasión por la música, Haendel le dedicó tres de sus óperas compuestas durante su estancia en Burlingont House entre 1713 y 1715. Su formación artística se cimentó en tres Grand Tour realizados entre 1714 y 1719 y un posterior viaje a París en 1726. En 1719, durante su estancia en el Veneto, realizó numerosas anotaciones en su ejemplar del libro de Andrea Palladio "I Quattro Libri dell'Architettura". En la ciudad de Venecia pudo comprobar la influencia clásica en las villas de Palladio. 
Burlington no llegó nunca a inspeccionar directamente ruinas romanas ni hacer dibujos con detalles de los edificios clásicos y llegó a la tradición clásica a través de las interpretaciones que hicieron Palladio y Vincenzo Scamozzi. Otra gran fuente de conocimiento para su trabajo fue la gran colección de dibujos que reunió, algunos del mismo Palladio y que habían pertenecido anteriormente a Iñigo Jones y su discípulo John Webb. 
Diseñó viviendas y edificios públicos en Inglaterra. Su primer proyecto fue su casa en Londres, también diseñó su casa de campo en Chiswick (1725) fue la construcción más representativa del predominio de la arquitectura palladiana en Inglaterra. Se retiró de la vida pública en 1730, pero continuó ayudando a otros arquitectos y al desarrollo del neoclasicismo en la pintura y escultura.

## Proyectos principales
- Burlington House, Piccadilly, Londres: la propia contribución de Lord Burlington a la casa probablemente se limitó a la antigua columnata (demolida en 1868) del edificio. Se construyó una puerta de entrada monumental a Piccadilly y se reconstruyeron los principales interiores de la casa con características típicas de Palladio. En Londres, Burlington ofreció diseños para varias viviendas independientes aristocráticas, ninguna de las cuales ha sobrevivido: Queensbury House en Burlington Gardens (una puerta de entrada); Warwick House, Warwick Street (interiores); Richmond House, Whitehall (el edificio principal).
- Tottenham House, Wiltshire, para su cuñado, Charles Bruce, III.er conde de Ailesbury: construida a partir de 1721, ejecutada por el protegido de Lord Burlington, Henry Flitcroft. Burlington, con buen ojo para los efectos de jardín, también diseñó los edificios ornamentales en el parque (ahora demolido).
- Westminster School, el dormitorio: construida entre 1722 y 1730 (alterada, bombardeada y restaurada), la primera obra pública de Lord Burlington, para la que Sir Christopher Wren proporcionó un diseño que fue rechazado a favor de Burlington, se exhibió como un triunfo para los palladianos y un signo de cambio en el gusto inglés.
- Old Burlington Street, Londres: Casas, incluida una para General Wade que fue construida en 1723 (demolida). La casa del general Wade representaba la verdadera fachada de Palladio en la colección de dibujos de Lord Burlington.
- Waldershare Park, Kent, la torre Belvedere: construida entre 1725 y 27. Un diseño para un jardín llamativo que podría haber sido atribuido a Colen Campbell si no fuera por un plano encontrado entre los dibujos de Lord Burlington en Chatsworth House.
- Chiswick House Villa, Middlesex: La "Casina" en jardines, construida en 1717, fue el primer ensayo de Lord Burlington. La villa, construida entre 1727 y 1729, se considera el mejor ejemplo que queda de la arquitectura Neo-Palladiana en Londres y una de las gemas de la arquitectura europea del siglo XVIII.[1] Un intento hecho por Burlington de crear una villa romana situada en un jardín simbólico romano. Construyó la villa con suficiente espacio para albergar su colección de arte, que se considera que contiene "algunas de las mejores imágenes de Europa", y los muebles más selectos, algunos de los cuales fueron comprados en su primer Gran Tour de Europa en 1714.[2]
- Sevenoaks School, School House: construida en 1730. La escuela representa el clásico trabajo de Palladio, encargado por el amigo de Lord Burlington, Elijah Fenton.
- The York Assembly Rooms: construido entre 1731 - 32 (fachada remodelada). En el espacio de tipo basílica, Lord Burlington intentó una reconstrucción arqueológica "con exactitud doctrinaria" (Colvin 1995) del "Salón Egipcio" descrito por Vitruvio, como se había interpretado en Quattro Libri de Palladio. El resultado fue uno de los espacios públicos más grandes de los diseñados según Palladio.
- Castle Hill, Devonshire.
- Northwick Park, Gloucestershire.
- Kirby Hall, Yorkshire (una elevación).

## Galería

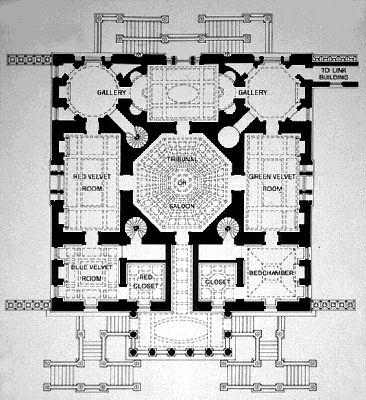
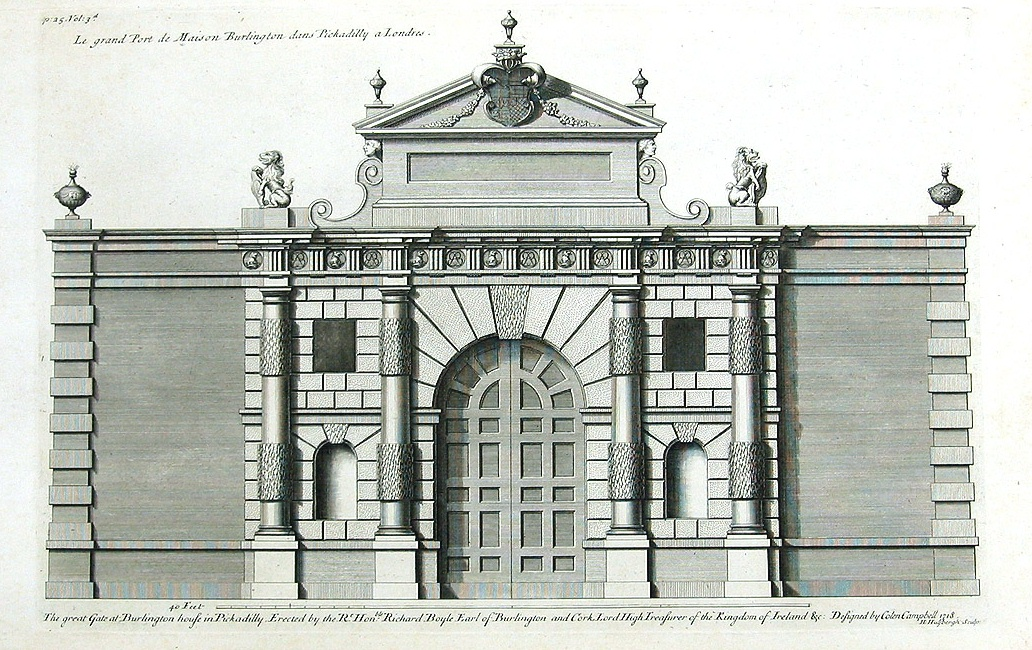
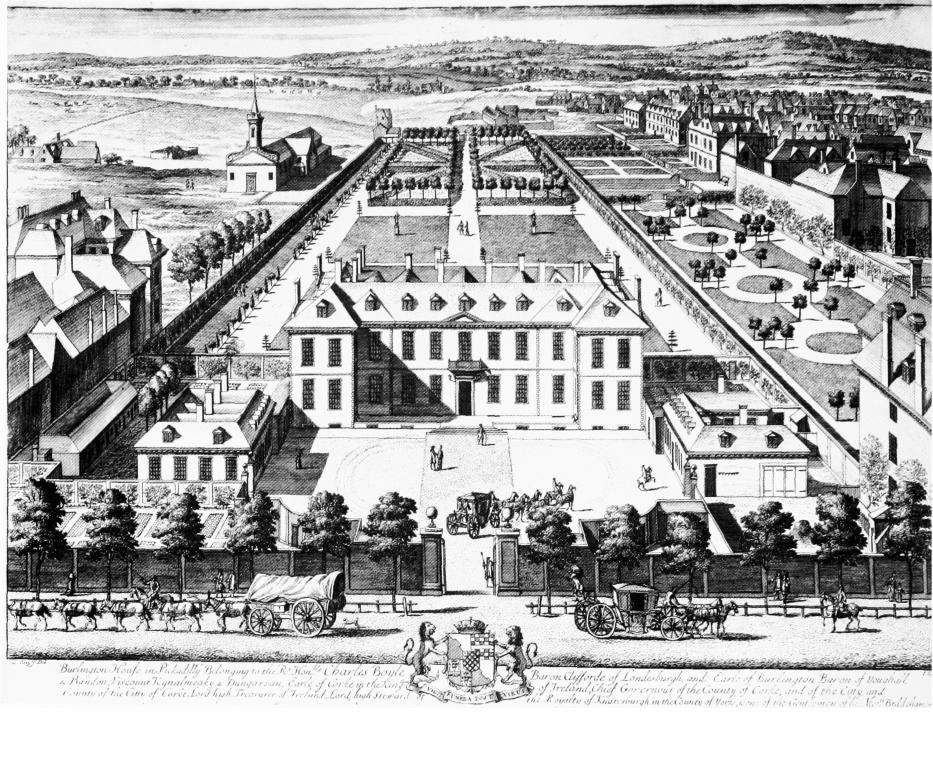
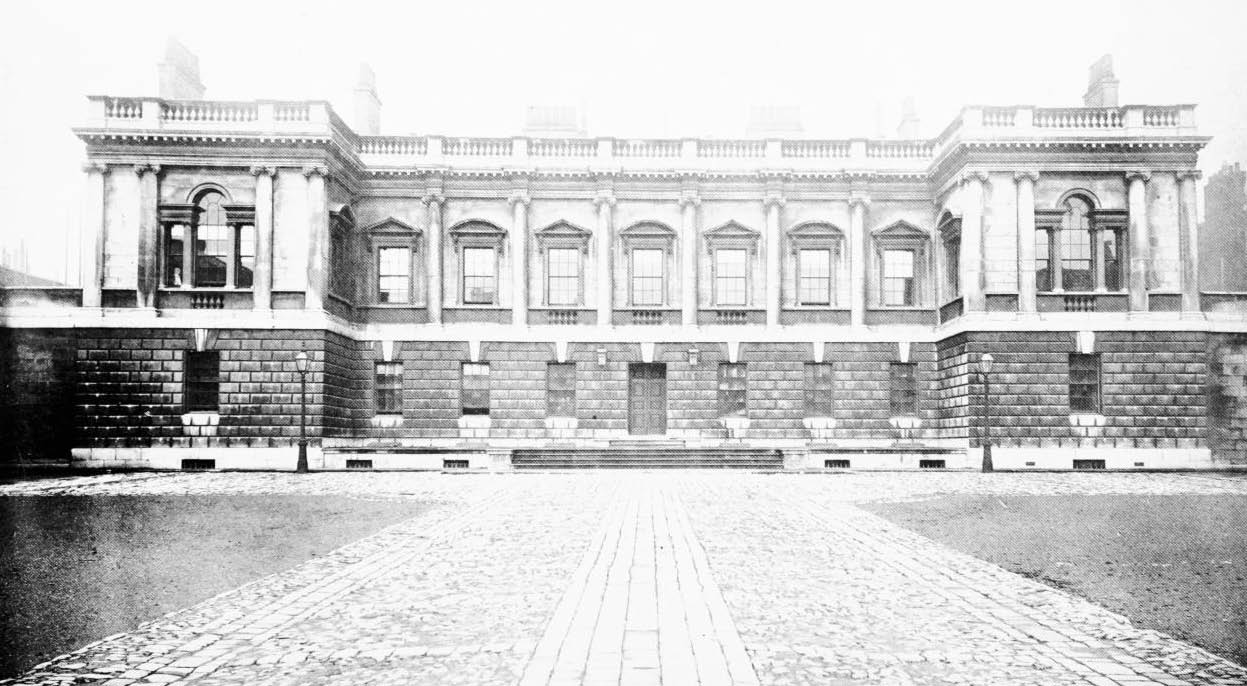
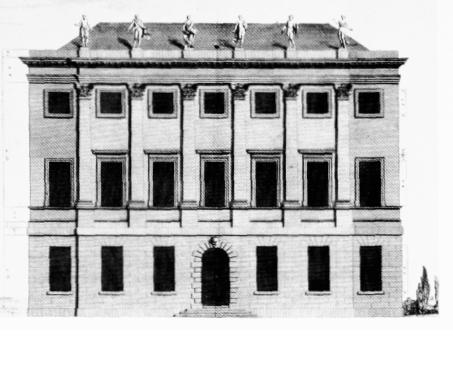
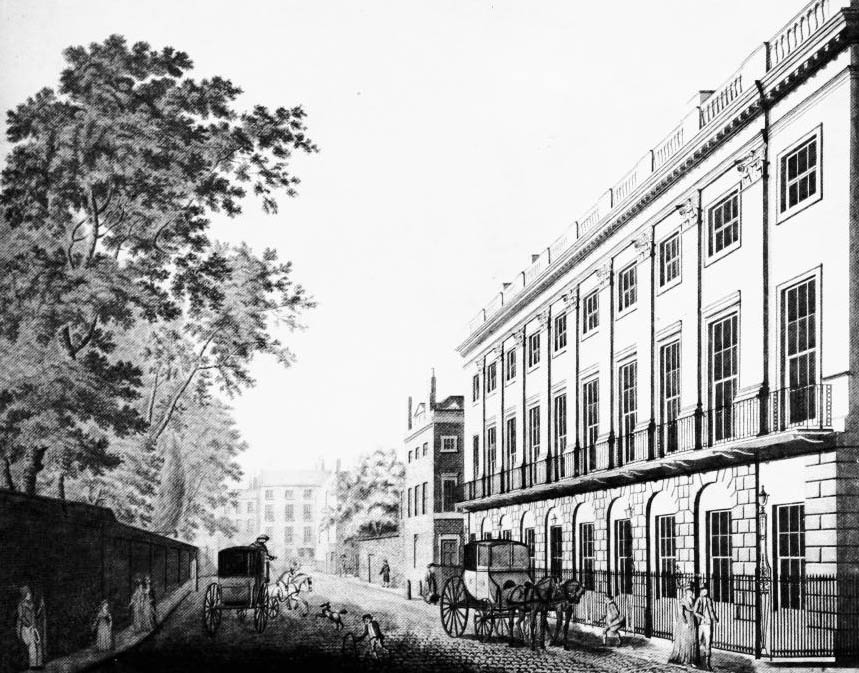
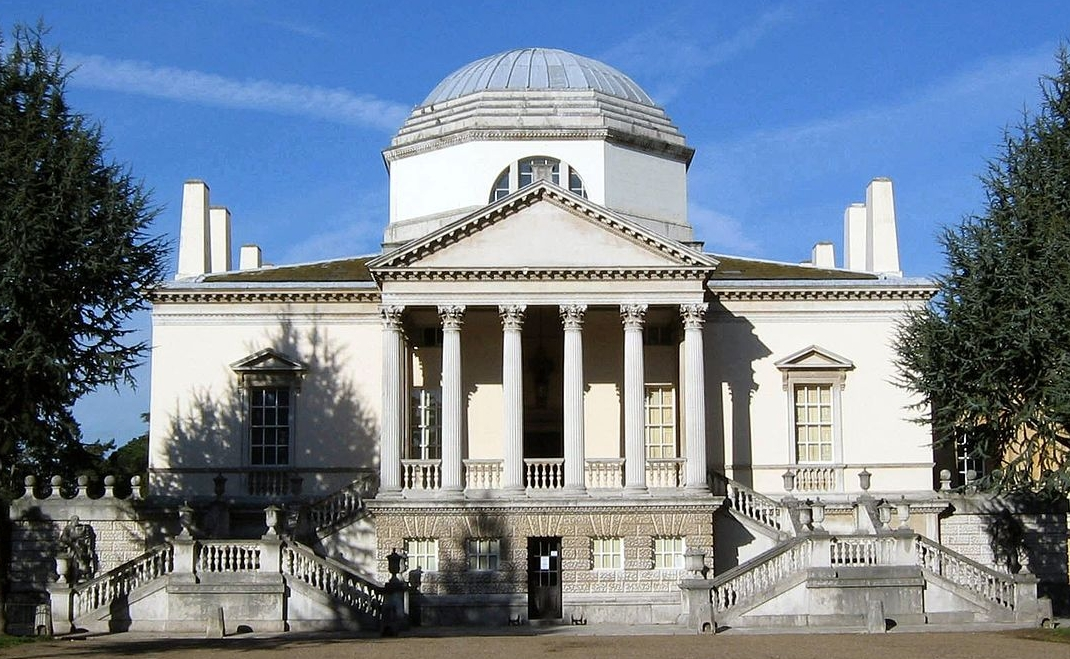
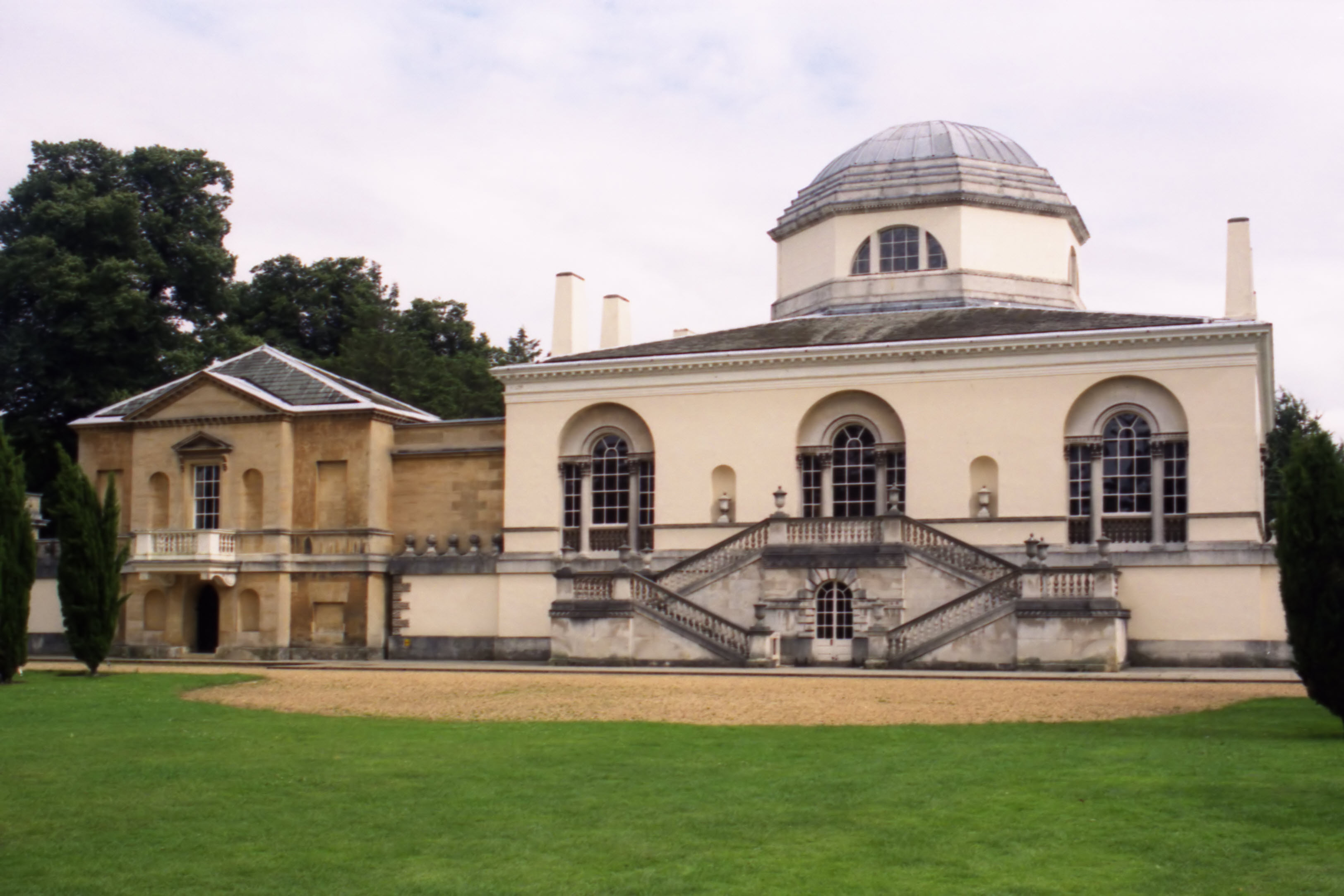
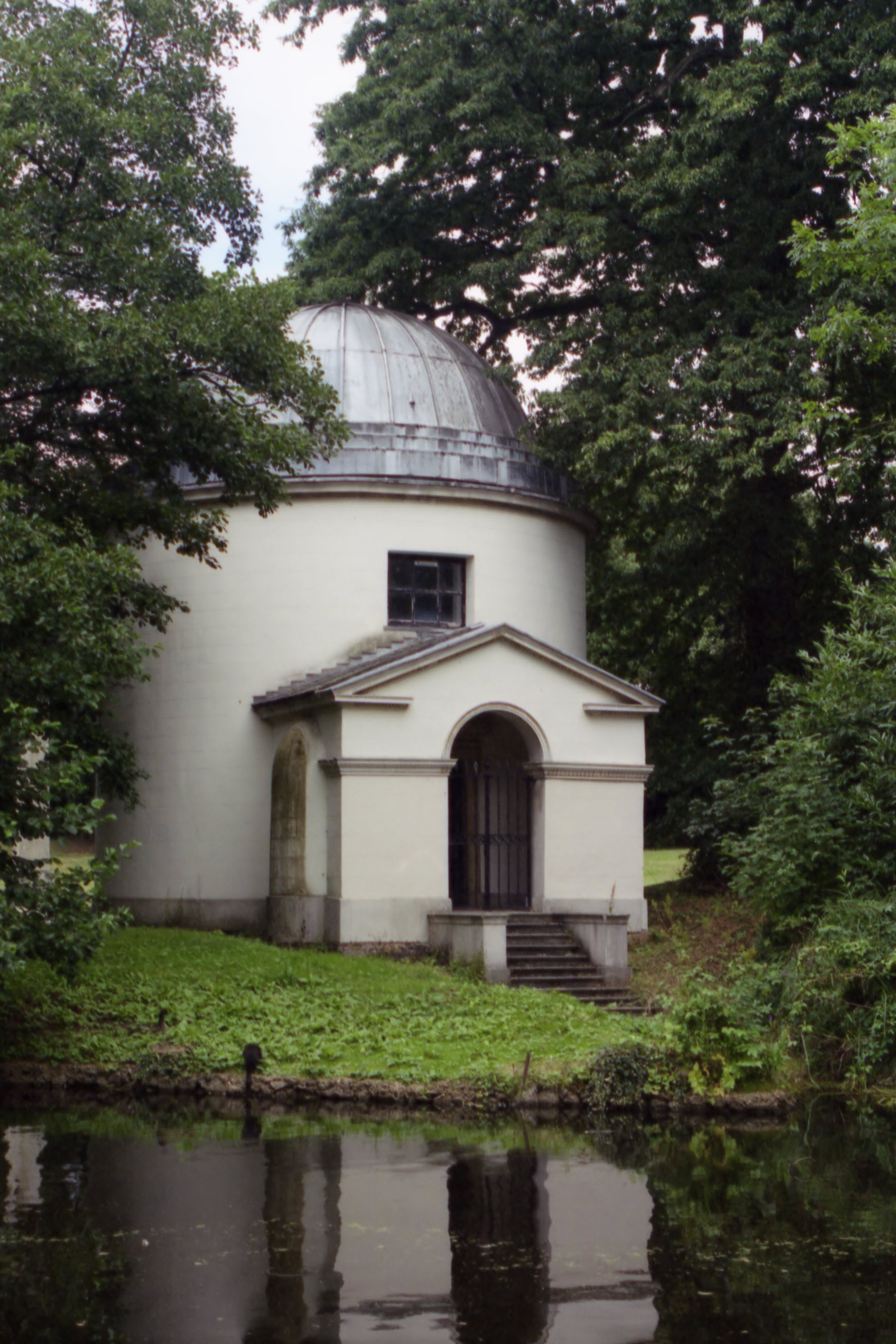
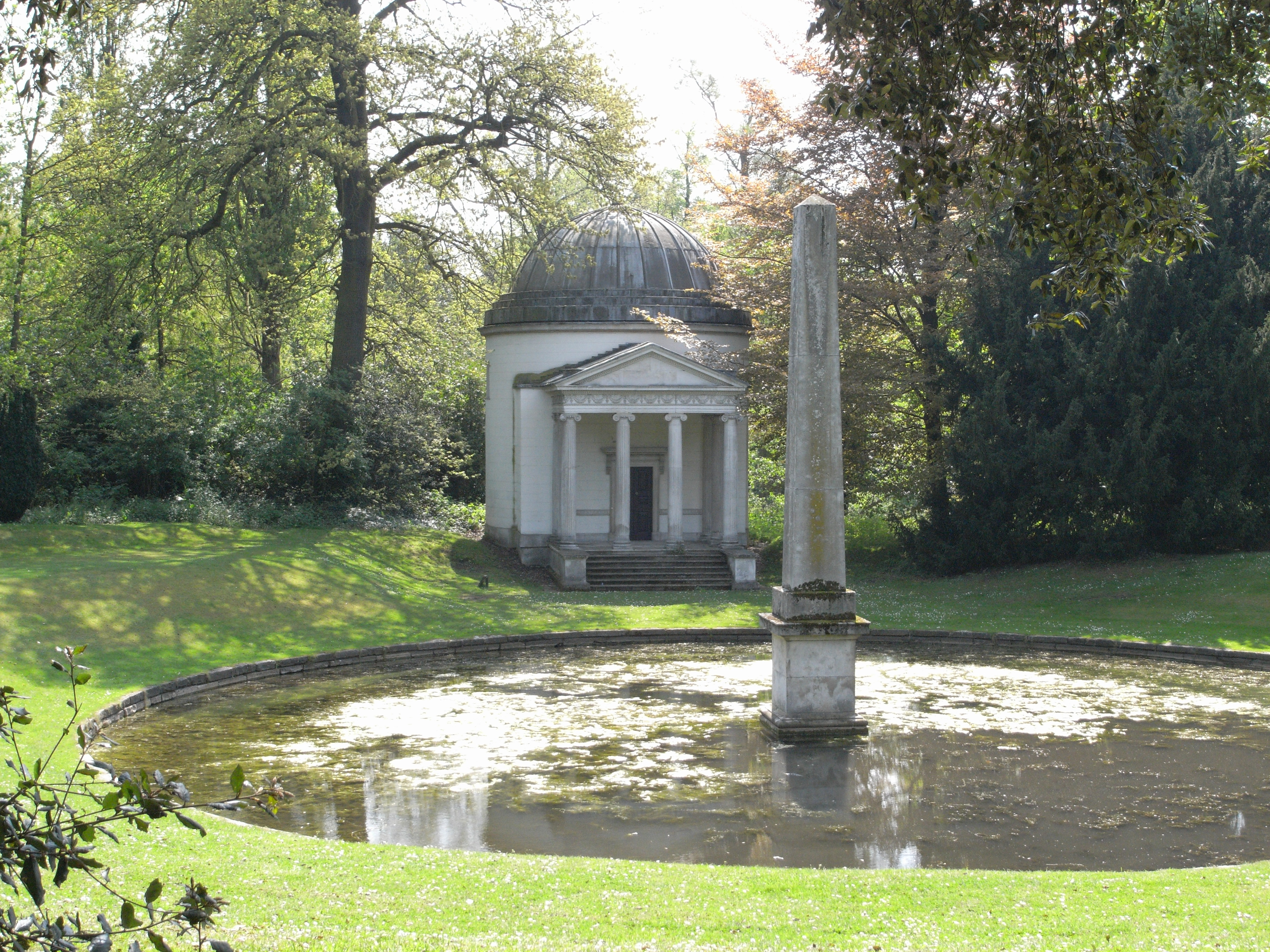
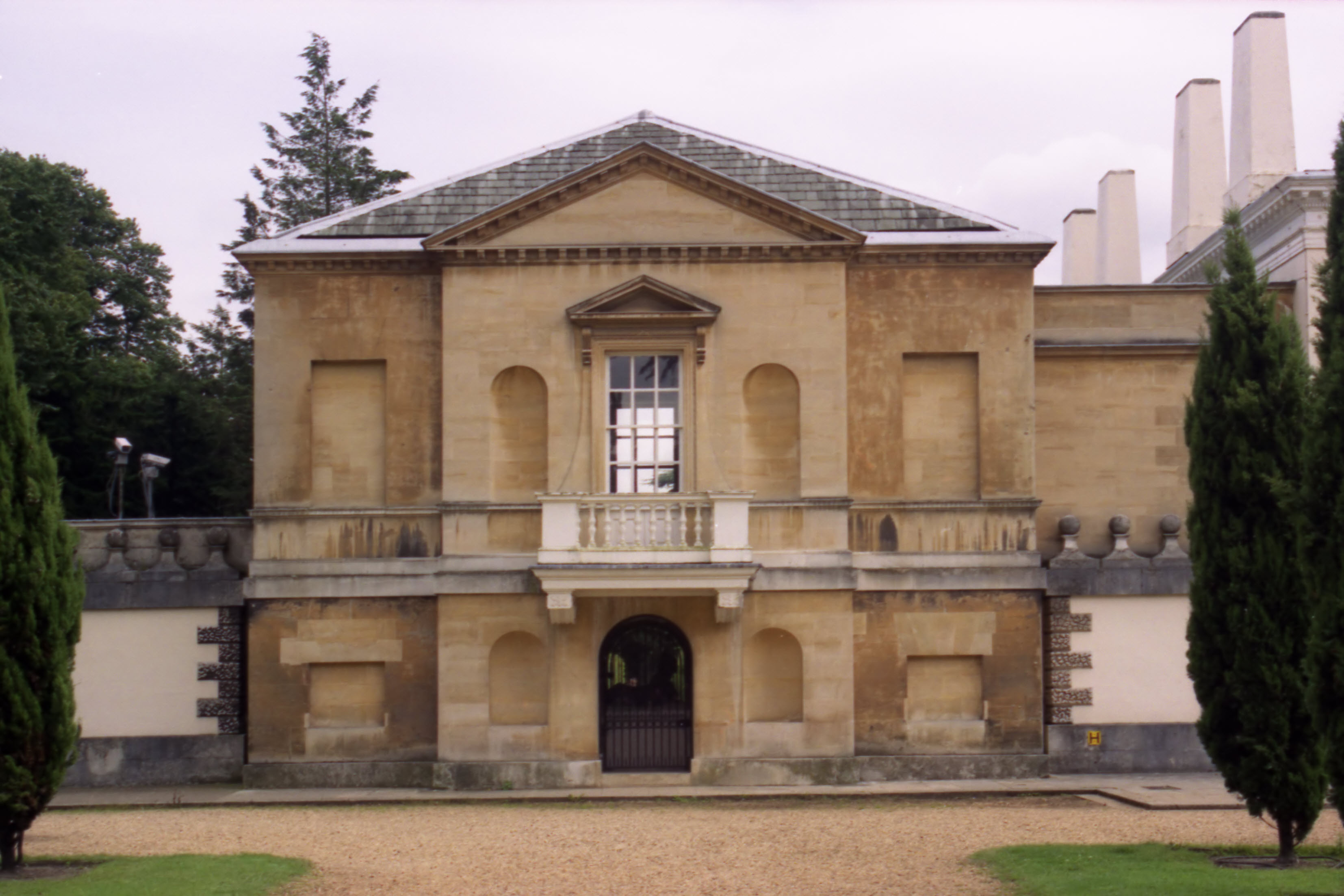
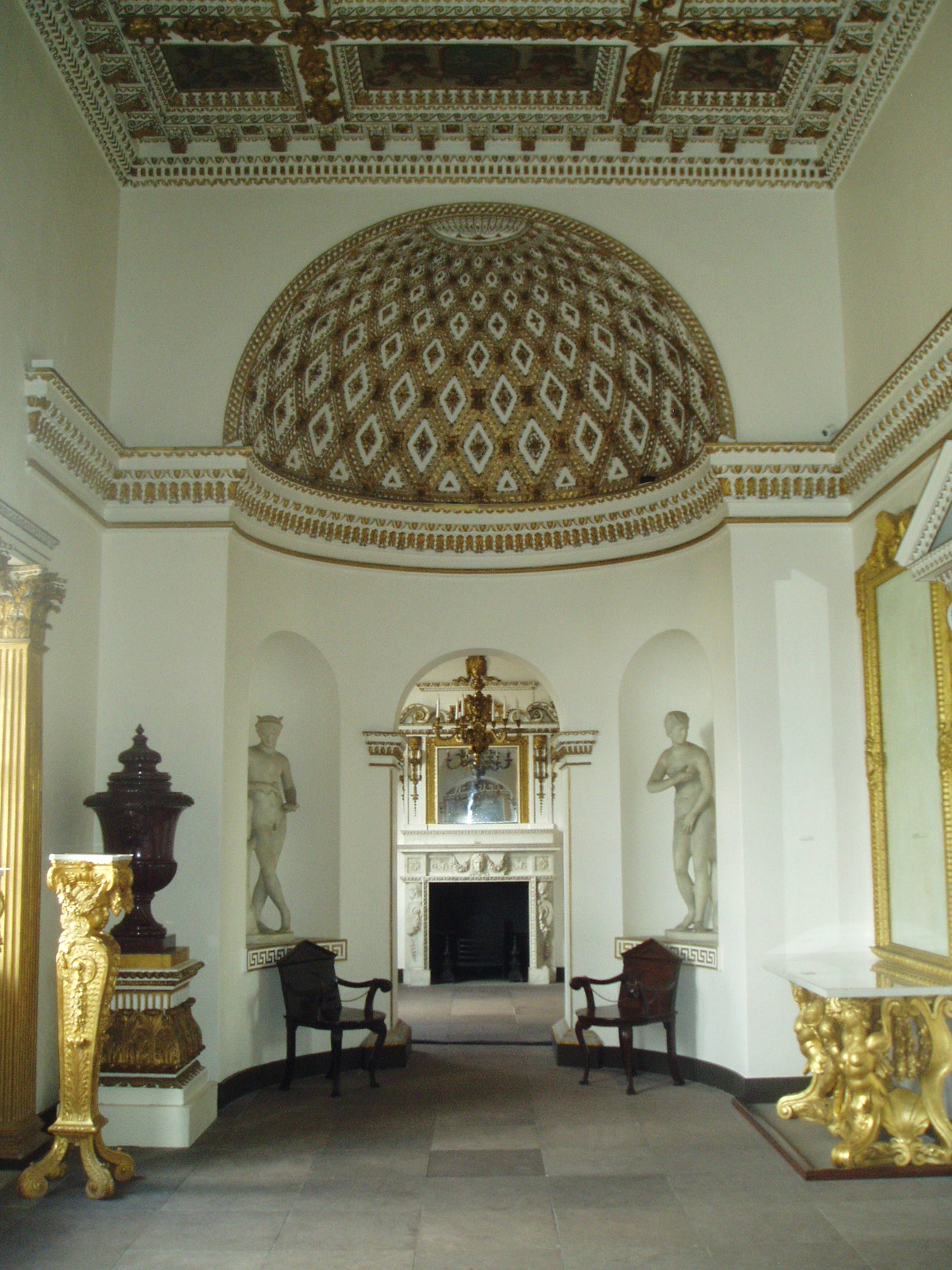